# Шаботова Анастасія Сергіївна
Анастасія Сергіївна Шаботова (рос. Анастасия Сергеевна Шаботова; нар. 17 січня 2006, Москва, РФ) — українська, раніше російська фігуристка, що виступає в одиночному катанні. Вона є триразовою чемпіонкою України.

## Кар'єра
Анастасія Шаботова народилась 17 січня 2006 року у Москві. На початковому етапі тренувалась у спортивній школі олімпійського резерву «Москвич», у 2017 році перейшла в спортивну школу «Снігові барси», де її тренером стала Світлана Панова.
На дитячому та юніорському рівні брала участь у внутрішніх російських змаганнях. У 2018 році стала переможцем Меморіалу М. А. Паніна у розряді кандидатів у майстри спорту. У липні 2019 року, отримавши дозвіл від Федерації фігурного катання Москви, змінила спортивне громадянство і стала представляти збірну України. Восени того ж року, завоювала дві медалі юніорських міжнародних турнірів. На дебютному чемпіонаті України серед дорослих Шаботова перемогла з відривом понад 46 балів за сумою двох програм від найближчої переслідувачки. На початку довільної програми здійснила невдалу спробу виконання потрійного акселя. До звання чемпіонки України серед дорослих додала титул національної чемпіонки в юніорському розряді.
У жовтні 2020 на Budapest Trophy Анастасія виконала потрійний аксель, ставши дванадцятою жінкою в історії, яка успішно виконала цей стрибок на міжнародних змаганнях.
На Чемпіонаті України 2021 Шаботова завоювала свій другий національний титул, проте через юний вік не змогла взяти участь в Чемпіонаті світу 2021.
Анастасія кваліфікувалась на зимові Олімпійські ігри 2022 на CS Nebelhorn Trophy 2021, посівши 5 місце, встановивши особистий рекорд як окремо в короткій та довільній програмі, так і за сумою балів.
У жовтні Шаботова взяла участь у міжнародному турнірі Ice star в Мінську. В короткій програмі Анастасія спробувала знову виконати потрійний аксель, проте впала. Припустившись ще однієї помилки на потрійному фліпі, вона зайняла в КП 3 місце позаду Вікторії Сафонової та Анастасії Гулякової.
Довільна програма теж для неї була невдалою: впавши з лутца і зробивши «метелик» на трікселі, Шаботова зайняла третє місце за сумою балів.
На Меморіалі Деніса Тена Анастасія прокатала коротку програму чисто, проте, допустивши декілька помилок у довільній, за сумою балів зайняла лише третє місце  [Архівовано 28 грудня 2021 у Wayback Machine.].
У грудні Шаботова стала триразовою чемпіонкою України з відривом у п'ять балів.
12 січня 2022 року Анастасія мала взяти участь у чемпіонаті Європи з фігурного катання, але 8 січня фігуристка знялась з турніру за станом здоров'я. Замість Шаботової Україну представить 17-річна Марія Андрійчук.
20 березня 2022 року, за наказом Міністерства молоді та спорту України, спортсмена-інструктора Анастасію Шаботову звільнено зі штатної команди національної збірної України на підставах, передбачених контрактом (§ 8 ст. 36 КЗпП України). Причиною стало публічне схвалення публікації російського фігуриста Євгена Плющенка в Instagram, у якій він підтримав військове вторгнення Росії до України.

## Спортивні досягнення
| сезон 2021–2022          |                                                        |          |          |            |           |
| Дата                     | Змагання                                               | Рівень   | SP       | FP         | Всього    |
| 15–17 лютого 2022        | Зимові Олімпійські ігри 2022                           | Дорослий | 30 48.68 | Не пройшла | 30 48.68  |
| 7–8 грудня 2021          | Чемпіонат України з фігурного катання на ковзанах 2022 | Дорослий | 1 66.04  | 1 122.5    | 1 188.59  |
| 18–20 листопада 2021     | CS Warsaw Cup 2021                                     | Дорослий | 9 59.95  | 6 117.45   | 6 177.40  |
| 28–31 жовтня 2021        | CS Denis Ten Memorial                                  | Дорослий | 2 63.92  | 3 111.29   | 3 175.21  |
| 14–18 жовтня 2021        | Ice Star 2021                                          | Дорослий | 3 58.73  | 3 109.32   | 3 167.69  |
| 22–25 вересня 2021       | CS Nebelhorn Trophy 2021                               | Дорослий | 5 61.49  | 4 116.21   | 5 177.70  |
| 1–4 вересня 2021         | JGP Slovakia 2021                                      | Юніор    | 9 51.21  | 10 94.48   | 10 145.69 |
| сезон 2020–2021          |                                                        |          |          |            |           |
| 23–24 лютого 2021        | Чемпіонат України з фігурного катання на ковзанах 2021 | Дорослий | 1 53.36  | 1 105.79   | 1 159.15  |
| 15–17 жовтня 2020        | Budapest Trophy 2020                                   | Юніор    | 1 51.42  | 1 102.45   | 1 153.87  |
| сезон 2019–2020          |                                                        |          |          |            |           |
| Дата                     | Змагання                                               | Рівень   | SP       | FP         | Всього    |
| 2–8 березня 2020         | Чемпіонат світу з фігурного катання серед юніорів 2020 | Юніор    | 17 52.68 | 20 92.17   | 20 144.85 |
| 4–6 лютого 2020          | Чемпіонат України з фігурного катання на ковзанах 2020 | Юніор    | 1 60.47  | 1 118.52   | 1 178.99  |
| 17–19 грудня 2019        | Чемпіонат України з фігурного катання на ковзанах 2020 | Дорослий | 1 66.80  | 1 122.43   | 1 189.23  |
| 5–10 листопада 2019      | Volvo Open Cup 2019                                    | Юніор    | 1 62.40  | 2 105.41   | 2 167.81  |
| 14–17 жовтня 2019        | Ice Star 2019                                          | Юніор    | 1 58.73  | 1 116.03   | 1 174.76  |
| сезон 2018–2019          |                                                        |          |          |            |           |
| Дата                     | Змагання                                               | Рівень   | SP       | FP         | Всього    |
| 31 січня – 4 лютого 2019 | Чемпіонат Росії з фігурного катання 2019               | Юніор    | 15 57.13 | 14 111.32  | 14 168.45 |